# Dicrocoeliidae
Die Dicrocoeliidae sind eine Familie der Saugwürmer mit über 400 Arten. Die Adulten leben als Parasiten in der Leber, den Gallengängen, der Gallenblase, dem Darm oder der Bauchspeicheldrüse von Amphibien, Reptilien, Vögeln und Säugetieren. Die systematische Einordnung dieser Familie in die übergeordneten Taxa ist nicht endgültig geklärt. Typgattung ist Dicrocoelium.

## Merkmale
Der Körper ist vielgestaltig und meist abgeflacht. Die beiden Saugnäpfe sind gut entwickelt. Der Mundsaugnapf liegt an der Unterseite etwas hinter dem Vorderende (subterminal), der Bauchsaugnapf in der vorderen Körperhälfte. Ein Mundvorhof (Präpharynx) fehlt, der Pharynx ist muskulös. Die Speiseröhre (Ösophagus) ist sehr kurz, manchmal praktisch fehlend. Die Gabelung des Darms in die beiden Blinddärme (selten nur einer) liegt gewöhnlich im Vorderkörper. Alle Vertreter der Gattungen Metadelphis und Anenterotrema haben kein Verdauungssystem, bei Lutztrema ist es stark reduziert.
Die Hoden liegen in der vorderen Körperhälfte. Der Cirrussack ist gut entwickelt, liegt vor dem Bauchsaugnapf und umschließt neben dem Cirrus auch das Samenbläschen und die Pars prostatica. Ein Receptaculum seminis ist meist vorhanden, auch Mehlis-Drüse und Laurer-Kanal sind ausgebildet. Der Uterus verläuft stark geschlängelt mit auf- und absteigenden Schenkeln und nimmt den größten Teil des Hinterkörpers ein. er enthält zahlreiche bedeckelte Eier, die bei Abgabe bereits eine Wimpernlarve enthalten. Der Dotterstock (Vitellarium) bildet zwei seitliche Bänder. Das Ausscheidungssystem besteht aus einem I-, V- oder Y-förmigen Bläschen. Die Ausscheidungsöffnung liegt endständig oder subterminal.
Die Wimpernlarven haben entweder ein Stilett (Xiphidiocerkarie), einen langen (Vitrinocercaria longicauda) oder rudimentären Schwanz (Vitrinocercaria brevicauda). Der Lebenszyklus findet terrestrisch statt und beinhaltet meist zwei Zwischenwirte, gewöhnlich Schnecken und Gliederfüßer. Manchmal ist zusätzlich ein Stapelwirt vor dem Endwirt eingeschaltet. Bislang ist aber nur von 15 Arten dieser Familie der Lebenszyklus genau erforscht.

## Innere Systematik
Die Familie kann in vier Unterfamilien unterteilt werden. Die Proacetabulorchiinae haben annähernd symmetrisch angeordnete Hoden vor dem Bauchsaugnapf. Bei den Dicrocoeliinae liegt mindestens ein Hoden hinter dem Bauchsaugnapf. Bei den Leipertrematinae liegt der Dotterstock teilweise hinter dem Ovar und die Uterusschlingen nehmen den gesamten hinteren Teil ein. Bei den Prosolecithinae liegt das Vitellarium vor dem Ovar und die Uterusschlingen liegen im mittleren Körperbereich. Neuere molekularbiologische Untersuchungen stellen diese Unterteilung in Unterfamilien jedoch in Frage.
In diese Unterfamilien ordnen sich folgende Gattungen ein:
- Unterfamilie Dicrocoeliinae[7]
  - Brachylecithum Shtrom, 1940
  - Corrigia Shtrom, 1940
  - Dicrocoelium Dujardin, 1845
  - Lutztrema Travassos, 1941
  - Metadelphis Travassos, 1944
  - Opisthobrachylecithum Yamaguti, 1971
  - Opistholecithum Baer, 1970
- Unterfamilie Leipertrematinae[8]
  - Conspicuum Bhalerao, 1936
  - Lubens Travassos, 1919
  - Skrjabinus Bhalerao, 1936
  - Zonorchis Travassos, 1944
- Unterfamilie Proacetabulorchiinae
  - Proacetabulorchis Gogate, 1940[9]
- Unterfamilie Prosolecithinae[10]
  - Anenterotrema Stunkard, 1938
  - Apharyngotrema Marshall & Miller, 1979 akzeptiert als Metadelphis Travassos, 1944
  - Otongatrema Achatz, Cleveland, Bonilla, Cronin & Tkach, 2020
  - Pojmanskatrema Hildebrand & Tkach, 2019